# Félix Leblanc
Félix Leblanc (Elsene, 26 mei 1892 - Cannes, 30 juli 1979) was een Belgisch bestuurder.

## Levensloop
Hij doorliep zijn humaniora aan het Atheneum van Elsene. Vervolgens studeerde hij aan de École de Commerce Solvay, alwaar hij afstudeerde in 1914. Bij het uitbreken van de Eerste Wereldoorlog werd hij gemobiliseerd in de infanterie. Voor zijn inzet ontving hij het Kruis van de IJzer.
In 1918 werd hij adjunct-directeur op het ministerie van economische zaken. Twee jaar later ging hij aan de slag bij de 'Ateliers Demoor', alwaar hij achtereenvolgens commercieel directeur, administrateur-directeur, gedelegeerd bestuurder en ten slotte voorzitter van de raad van bestuur was. Daarnaast was hij voorzitter van tal van raden van bestuur van andere ondernemingen. In 1952 werd hij aangesteld als voorzitter van Fabrimetal in opvolging van Léon-Antoine Bekaert. In 1965 werd hij in deze hoedanigheid opgevolgd door Georges Moens de Fernig.
Tevens was hij actief vanaf 1928 als docent en vervolgens vanaf 1932 als professor aan de École de Commerce Solvay van de ULB. In 1945 werd hij adjunct-directeur en in 1947 directeur van deze universitaire instelling. Vervolgens was hij er van 1952 tot 1958 vicevoorzitter en ten slotte van 1958 tot 1968 voorzitter van de raad van bestuur. Hij speelde een belangrijk rol in de totstandkoming van een aantal regels rond de financiering van de universiteit, het beheer van het vastgoed en de donaties. Belangrijke realisaties waren de oprichting van het Bordet Instituut en het Centrum voor Traumatologie en Revalidatie. Hij ontving de titel van doctor honoris causa van de Hogeschool van Hannover en aan de ULB werd een prijs ingesteld die naar hem was vernoemd.